# Elisa Hensler
 (juillet 2025).
Si vous disposez d'ouvrages ou d'articles de référence ou si vous connaissez des sites web de qualité traitant du thème abordé ici, merci de compléter l'article en donnant les références utiles à sa vérifiabilité et en les liant à la section « Notes et références ».
Elise ou Elisa Friedericke Hensler, comtesse d’Edla, est née le 22 mai 1836 à La Chaux-de-Fonds, en Suisse, et est décédée le 21 mai 1929 à Lisbonne, au Portugal. Elle est la deuxième épouse du roi Ferdinand II de Portugal.

## Famille
Elise est la fille de Johann Friederich Conrad Hensler et de son épouse Louise Josephe Hechelbacher.
En 1855, elle donne naissance à une fille de père inconnu, Alice Hensler (1855-????), qui épouse le militaire portugais Manuel de Azevedo Gomes (1847-1907).
Le 10 juin 1869, Elise épouse morganatiquement, à Benfica, l’ancien roi Ferdinand II de Portugal, membre de la Maison de Saxe-Cobourg. De ce mariage ne naît aucun enfant.

## Biographie
D’origine suisse allemande, Elise naît à La Chaux-de-Fonds, dans le canton de Neuchâtel. Lorsqu’elle a douze ans, sa famille émigre à Boston, aux États-Unis. Dans ce pays, elle reçoit une éducation soignée où les arts, les langues et les lettres tiennent une place importante. Elle termine ses études à Paris et, une fois devenue adulte, elle parvient à dominer sept langues étrangères.

### Carrière théâtrale

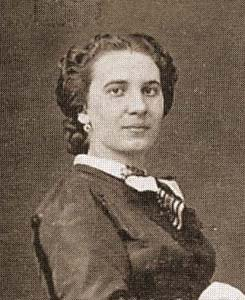
Elisa Hensler, comtesse d'Edla.

Après ses études, Elise intègre le Teatro alla Scala de Milan et mène une existence de courtisane. En 1855, elle a dix-neuf ans et donne naissance à une petite fille, nommée Alice Hensler. Le père de l’enfant n’est pas connu mais il s’agit sans doute d’un comte milanais dont elle est alors la maîtresse.  
Le 2 février 1860, Elise arrive au Portugal en tant que membre de la compagnie de l’Opéra de Laneuville. Elle chante alors au Teatro Nacional São João de Porto puis au Teatro Nacional de São Carlos de Lisbonne, où elle interprète un page dans l’opéra Un ballo in maschera de Giuseppe Verdi. 
Le 15 avril 1860, le roi Ferdinand II de Portugal, veuf de la reine Marie II, assiste à une représentation de l’œuvre et est séduit par la voix et la beauté de la jeune fille, qui a alors vingt-quatre ans. Rapidement, une relation se noue entre l’ancien souverain et la cantatrice et Ferdinand II découvre que sa maîtresse pratique non seulement le chant mais encore la sculpture, la céramique, la peinture, l’architecture et la floriculture.

### Mariage avec Ferdinand II

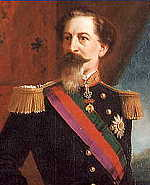
Le roi Ferdinand II de Portugal.

Le 10 juin 1869, Elise épouse morganatiquement, à Benfica, l’ancien roi Ferdinand II de Portugal. Peu avant la cérémonie, le duc Ernest II de Saxe-Cobourg-Gotha, cousin de dom Ferdinand et chef de la Maison de Saxe-Cobourg à laquelle celui-ci appartient, concède à la jeune femme le titre de comtesse d’Edla.
Au Portugal, le couple mène une vie discrète. Il se rend fréquemment à Sintra, où l’ancien roi possède le Palais national de Pena. Passionnés de botanique, dom Ferdinand et Elise s’occupent d’immenses serres, que l’on peut encore visiter aujourd’hui. Dans les jardins du palais, Elise plante différentes essences américaines, que lui conseille son beau-frère, le sylviculteur John Slade. Au milieu du parc, Elise fait par ailleurs édifier le « Chalet » dont elle dessine elle-même les plans et qui s’inspire du style des maisons rurales des États-Unis. 
Épouse cultivée, Elise soutient, avec son mari, différents artistes, parmi lesquels on trouve le peintre Columbano Bordalo Pinheiro et le pianiste Viana da Mota.

### Dernières années
En 1885, l’ancien roi Ferdinand II trouve la mort et, dans son testament, il laisse tous ses biens à sa deuxième épouse, y compris le  Castelo dos Mouros et le Palácio da Pena. Le roi Charles Ier doit alors verser 410 millions de réaux (monnaie portugaise de l'époque) à la comtesse pour racheter ces propriétés. 
Devenue veuve, Elise abandonne Sintra et s’installe avec sa fille Alice et l’époux de celle-ci, Manuel de Azevedo Gomes. Victime d’urémie, elle meurt à Lisbonne à l’âge de quatre-vingt-douze ans. À ses funérailles, la reine douairière Amélie d'Orléans et l'ex-roi Manuel II de Portugal se font représenter par le vicomte de Asseca.